# Sœurs Servites de Marie de Londres
Les Sœurs Servites de Marie de Londres  est une congrégation religieuse enseignante, hospitalière et missionnaire de droit pontifical.

## Histoire
En 1840, Nicolas Chantôme, curé de Cuves, réunit trois jeunes filles pour l'éducation des filles de l'école paroissiale. Elles reçoivent l'habit religieux le 10 juin 1845 des mains de Pierre-Louis Parisis, évêque de Langres. Elles adoptent des constitutions basées sur celles des Sœurs Servites de Marie et prennent le nom de Sœurs du Calvaire en se consacrant à Notre-Dame des sept Douleurs.
Souhaitant s'ouvrir à l'apostolat missionnaire, la congrégation envoie en 1851 deux religieuses à Londres pour étudier la langue anglaise avec des oratoriens. L'année suivante, toute la communauté s'installe en Angleterre ; elles abandonnent ensuite leur intention d'aller en terre de mission et se mettent au service de l'archidiocèse de Westminster, ouvrent une école, un orphelinat, un refuge pour les femmes qui veulent quitter la prostitution, visitent les malades et les pauvres à domicile. Elles font leur première profession religieuse en 1854 et prennent le nom de Sœurs de Notre-Dame de la Compassion. Le cardinal Wiseman approuve leurs constitutions en 1857.
Déçues par la nouvelle orientation prise par la congrégation, certaines sœurs quittent l'institut dont Adèle Euphrasie Barbier qui fonde les Sœurs de Notre Dame des Missions. La nouvelle supérieure générale, Philomène Morel, tente de retrouver l'esprit d'origine de la congrégation. En 1864, elle se rend en Italie et obtient le 18 juin l'agrégation de la congrégation à l'Ordre des Servites de Marie ; les constitutions sont réformées, l'habit servite adopté et le nom de la communauté est changée en celui de Mantellate du troisième ordre régulier des Servites de Marie. Pour la direction spirituelle des sœurs, des servites arrivent d'Italie, c'est la première fois dans l'histoire que des religieux servites s'installent en Angleterre. Les constitutions sont approuvées en 1883 par la Congrégation pour l'évangélisation des peuples et définitivement le 26 mars 1892.
Elles fondent en France en 1867, aux États-Unis en 1893. En 1901, les sœurs françaises doivent quitter la France et s'établissent en Belgique. En 1952, elles s'implantent en Jamaïque, au Canada en 1953 et en République Démocratique du Congo en 1990.

## Fusion

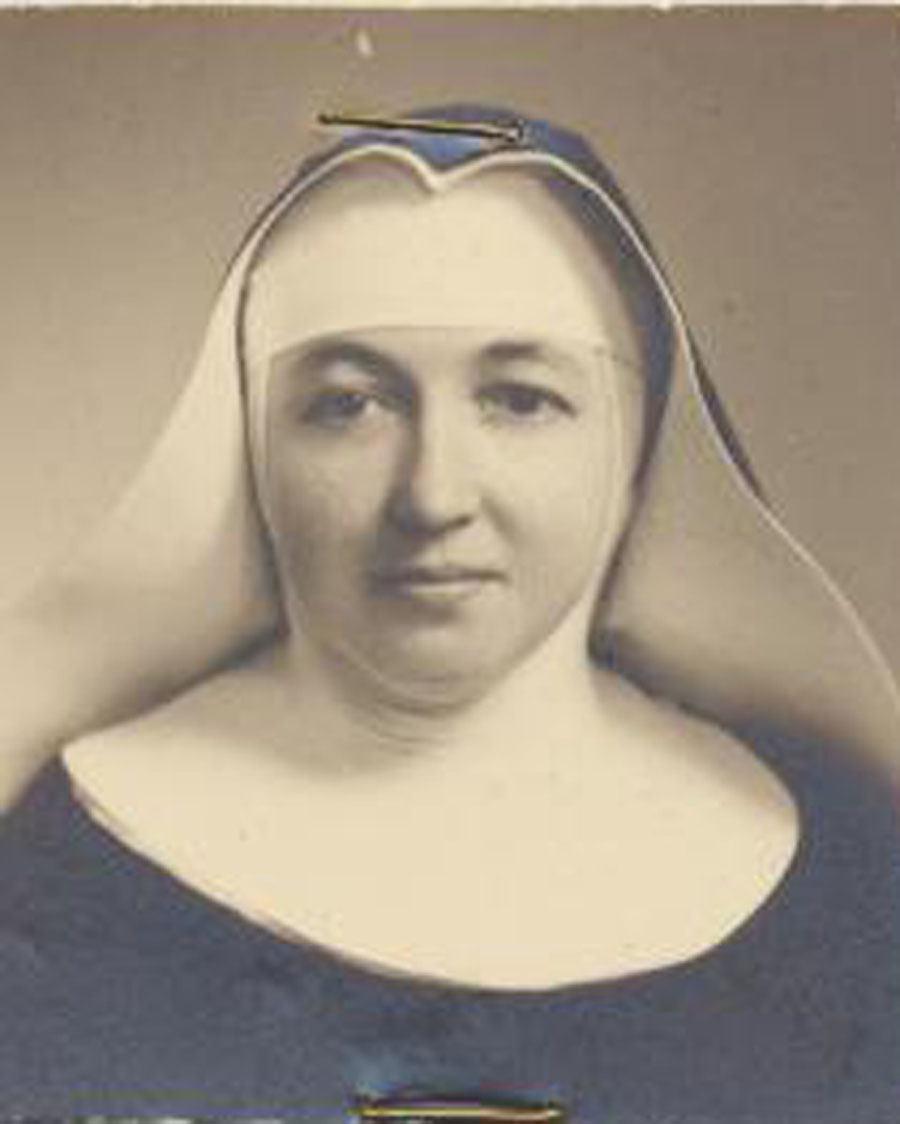
Sœur Marie-Manetti Nerinckx (1919-2010), religieuse Servite à Jolimont (Belgique) en 1958.

- 1995 : Les Sœurs Servites de Marie de Jolimont[1], congrégation diocésaine fondée en 1881 à Jolimont par l'abbé Félicien Bataille avec un groupe de sœurs venues de l'hôpital Notre-Dame à la Rose de Lessines pour gérer l'hôpital de Jolimont[3].

## Activités et diffusion
Elles se consacrent à l'enseignement, aux soins des malades, et à l'œuvre missionnaire. 
Elles sont présentes en,: 
- Europe : Autriche, Belgique, France, Royaume-Uni.
- Amérique : Canada, États-Unis, Jamaïque.
- Afrique : République démocratique du Congo.

La maison-mère est à Dorking.
En 2017, la congrégation comptait 191 sœurs dans 34 maisons.